# Copa COSAFA
La Copa Cosafa (en inglés: COSAFA Cup) es una competición anual de fútbol que disputan las selecciones nacionales de la COSAFA.

## Historia
La Copa Cosafa fue fundada en 1997. Zambia es el mayor ganador con 7 conquistas.
Las primeras ediciones de la competición fueron un torneo eliminatorio organizado durante varios meses. A medida que la competencia creció, se transformó en una serie de mini-torneos.

## Sistema de competición
Es un torneo organizado por la COSAFA, Consejo de Asociaciones de Fútbol de África del Sur (en inglés: Council of Southern Africa Football Associations).
Los países que actualmente pueden clasificarse para competir son: Angola, Botsuana, Comoras, Lesoto, Madagascar, Malaui, Mauricio, Mozambique, Namibia, Seychelles, Sudáfrica, Suazilandia, Zambia y Zimbabue. 
Actualmente hay una fase de grupos, con tres grupos de cuatro equipos. El primero de cada grupo y el mejor segundo pasa a las semifinales.

## Palmarés
| Año           | Sede                                         | Campeón          | Final Resultado  | Subcampeón       | Tercer lugar            | Resultado               | Cuarto lugar            |
| ------------- | -------------------------------------------- | ---------------- | ---------------- | ---------------- | ----------------------- | ----------------------- | ----------------------- |
| 1997 Detalles | Ida/Vuelta                                   | Zambia           | Liguilla         | Namibia          | Mozambique              | Liguilla                | Tanzania                |
| 1998 Detalles | Ida/Vuelta                                   | Zambia           | Liguilla         | Zimbabue         | Angola                  | Liguilla                | Namibia                 |
| 1999 Detalles | Ida/Vuelta                                   | Angola           | 1:0 1:1          | Namibia          | y Suazilandia y Zambia  | y Suazilandia y Zambia  | y Suazilandia y Zambia  |
| 2000 Detalles | Ida/Vuelta                                   | Zimbabue         | 3:0              | Lesoto           | y Sudáfrica y Angola    | y Sudáfrica y Angola    | y Sudáfrica y Angola    |
| 2001 Detalles | Ida/Vuelta                                   | Angola           | 0:0 1:0          | Zimbabue         | Malaui                  | 2:1                     | Zambia                  |
| 2002 Detalles | Ida/Vuelta                                   | Sudáfrica        | 3:1 1:0          | Malaui           | y Suazilandia y Zambia  | y Suazilandia y Zambia  | y Suazilandia y Zambia  |
| 2003 Detalles | Ida/Vuelta                                   | Zimbabue         | 2:1 2:0          | Malaui           | y Suazilandia y Zambia  | y Suazilandia y Zambia  | y Suazilandia y Zambia  |
| 2004 Detalles | Varias sedes                                 | Angola           | 0:0 (5:4 pen.)   | Zambia           | y Mozambique y Zimbabue | y Mozambique y Zimbabue | y Mozambique y Zimbabue |
| 2005 Detalles | Mauricio, Namibia, Sudáfrica, Zambia         | Zimbabue         | 1:0              | Zambia           | y Sudáfrica y Angola    | y Sudáfrica y Angola    | y Sudáfrica y Angola    |
| 2006 Detalles | Varias sedes                                 | Zambia           | 2:0              | Angola           | y Botsuana y Zimbabue   | y Botsuana y Zimbabue   | y Botsuana y Zimbabue   |
| 2007 Detalles | Botsuana, Mozambique, Sudáfrica, Suazilandia | Sudáfrica        | 0:0 (4:3 pen.)   | Zambia           | y Botsuana y Mozambique | y Botsuana y Mozambique | y Botsuana y Mozambique |
| 2008 Detalles | Sudáfrica                                    | Sudáfrica        | 2:1              | Mozambique       | Zambia                  | 2:0                     | Madagascar              |
| 2009 Detalles | Zimbabue                                     | Zimbabue         | 3:1              | Zambia           | Mozambique              | 1:0                     | Sudáfrica               |
| 2010 Detalles | Angola                                       | Torneo cancelado | Torneo cancelado | Torneo cancelado | Torneo cancelado        | Torneo cancelado        | Torneo cancelado        |
| 2013 Detalles | Zambia                                       | Zambia           | 2:0              | Zimbabue         | Sudáfrica               | 2:1                     | Lesoto                  |
| 2015 Detalles | Sudáfrica                                    | Namibia          | 2:0              | Mozambique       | Madagascar              | 2:1                     | Botsuana                |
| 2016 Detalles | Namibia                                      | Sudáfrica        | 3:2              | Botsuana         | Suazilandia             | 1:0                     | RD Congo                |
| 2017 Detalles | Sudáfrica                                    | Zimbabue         | 3:1              | Zambia           | Tanzania                | 0:0 (4:2 pen.)          | Lesoto                  |
| 2018 Detalles | Sudáfrica                                    | Zimbabue         | 4:2 (pro.)       | Zambia           | Lesoto                  | 1:0                     | Madagascar              |
| 2019 Detalles | Sudáfrica                                    | Zambia           | 1:0              | Botsuana         | Zimbabue                | 2:2 (5:4 pen.)          | Lesoto                  |
| 2020 Detalles | Sudáfrica                                    | Torneo cancelado | Torneo cancelado | Torneo cancelado | Torneo cancelado        | Torneo cancelado        | Torneo cancelado        |
| 2021 Detalles | Sudáfrica                                    | Sudáfrica        | 0:0 (5:4 pen.)   | Senegal          | Suazilandia             | 1:1 (4:2 pen.)          | Mozambique              |
| 2022 Detalles | Sudáfrica                                    | Zambia           | 1:0 (pro.)       | Namibia          | Senegal                 | 1:1 (4:2 pen.)          | Mozambique              |
| 2023 Detalles | Sudáfrica                                    | Zambia           | 1:0              | Lesoto           | Sudáfrica               | 0:0 (5:3 pen.)          | Malaui                  |
| 2024 Detalles | Sudáfrica                                    | Angola           | 5:0              | Namibia          | Mozambique              | 2:2 (3:1 pen.)          | Comoras                 |
| 2025 Detalles | Sudáfrica                                    | Angola           | 3:0              | Sudáfrica        | Comoras                 | 1:0                     | Madagascar              |

## Títulos por selecciones
| Equipo      | Campeón                                      | Subcampeón                             | Tercer lugar         | Cuarto lugar         | Semifinales          |
| ----------- | -------------------------------------------- | -------------------------------------- | -------------------- | -------------------- | -------------------- |
| Zambia      | 7 (1997, 1998, 2006, 2013, 2019, 2022, 2023) | 6 (2004, 2005, 2007, 2009, 2017, 2018) | 1 (2008)             | 1 (2001)             | 3 (1999, 2002, 2003) |
| Zimbabue    | 6 (2000, 2003, 2005, 2009, 2017, 2018)       | 3 (1998, 2001, 2013)                   | 1 (2019)             |                      | 2 (2004, 2006)       |
| Sudáfrica   | 5 (2002, 2007, 2008, 2016, 2021)             | 1 (2025)                               | 2 (2013, 2023)       | 1 (2009)             | 2 (2000, 2005)       |
| Angola      | 5 (1999, 2001, 2004, 2024, 2025)             | 1 (2006)                               | 1 (1998)             |                      | 2 (2000, 2005)       |
| Namibia     | 1 (2015)                                     | 4 (1997, 1999, 2022, 2024)             |                      | 1 (1998)             |                      |
| Mozambique  |                                              | 2 (2008, 2015)                         | 3 (1997, 2009, 2024) | 2 (2021, 2022)       | 2 (2004, 2007)       |
| Lesoto      |                                              | 2 (2000, 2023)                         | 1 (2018)             | 3 (2013, 2017, 2019) |                      |
| Malaui      |                                              | 2 (2002, 2003)                         | 1 (2001)             | 1 (2023)             |                      |
| Botsuana    |                                              | 2 (2016, 2019)                         |                      | 1 (2015)             | 2 (2006, 2007)       |
| Senegal     |                                              | 1 (2021)                               | 1 (2022)             |                      |                      |
| Suazilandia |                                              |                                        | 2 (2016, 2021)       |                      | 3 (1999, 2002, 2003) |
| Madagascar  |                                              |                                        | 1 (2015)             | 3 (2008, 2018, 2025) |                      |
| Tanzania    |                                              |                                        | 1 (2017)             | 1 (1997)             |                      |
| Comoras     |                                              |                                        | 1 (2025)             | 1 (2024)             |                      |
| RD Congo    |                                              |                                        |                      | 1 (2016)             |                      |

## Goleadores por torneo
| Año  | Jugador                                                                  | Goles |
| ---- | ------------------------------------------------------------------------ | ----- |
| 1997 | Adelino                                                                  | 4     |
| 1998 | Tauya Mrewa Peter Ndlovu Shepherd Muradzikwa Benjamin Nkonjera           | 2     |
| 1999 | Betinho                                                                  | 3     |
| 2000 | Luke Petros Delron Buckley                                               | 2     |
| 2001 | 18 jugadores con un gol cada                                             | 1     |
| 2002 | Mfanzile Dlamini Rotson Kilambe Teboho Mokoena Siza Dlamini Patrick Mayo | 2     |
| 2003 | Peter Ndlovu Noel Mwandila Russel Mwafulirwa                             | 2     |
| 2004 | Peter Ndlovu                                                             | 3     |
| 2005 | Collins Mbesuma                                                          | 4     |
| 2006 | Fabrice Akwa                                                             | 3     |
| 2007 | Paulin Voavy                                                             | 3     |
| 2008 | Phillip Zialor                                                           | 4     |
| 2009 | Cuthbert Malajila                                                        | 4     |
| 2013 | Jerome Ramatlhakwane                                                     | 4     |
| 2015 | Sarivahy Vombola                                                         | 5     |
| 2016 | Felix Badenhorst                                                         | 5     |
| 2017 | Ovidy Karuru                                                             | 6     |
| 2018 | Onkabetse Makgantai                                                      | 5     |
| 2019 | Hellings Mhango Gerald Phiri Jr. Ashley Nazira                           | 3     |
| 2021 | Sepana Letsoalo                                                          | 4     |
| 2022 | Sabelo Ndzinisa                                                          | 3     |
| 2023 | Tshegofatso Mabasa y Albert Kangwanda                                    | 3     |
| 2024 | Depú                                                                     | 5     |
| 2025 | Depú                                                                     | 8     |

## Estadísticas
Actualizado a la edición 2024.
| Team | Team                | Pts | Part. | PJ | PG | PE | PP | GF  | GC | Dif | %     |
| ---- | ------------------- | --- | ----- | -- | -- | -- | -- | --- | -- | --- | ----- |
| 1    | Zambia              | 130 | 23    | 73 | 36 | 22 | 15 | 100 | 59 | +41 | 60,9% |
| 2    | Zimbabue            | 128 | 21    | 65 | 37 | 17 | 11 | 109 | 51 | +58 | 63,8% |
| 3    | Sudáfrica           | 109 | 20    | 58 | 29 | 22 | 7  | 78  | 33 | +45 | 66,6% |
| 4    | Namibia             | 99  | 23    | 67 | 26 | 21 | 20 | 87  | 72 | +15 | 42,1% |
| 5    | Angola              | 88  | 17    | 52 | 24 | 16 | 12 | 65  | 44 | +21 | 57,8% |
| 6    | Mozambique          | 87  | 23    | 68 | 22 | 21 | 25 | 68  | 80 | -12 | 41,4% |
| 7    | Malaui              | 79  | 22    | 64 | 19 | 22 | 23 | 65  | 72 | -7  | 35,2% |
| 8    | Suazilandia         | 75  | 23    | 60 | 19 | 18 | 23 | 61  | 72 | -11 | 42,8% |
| 9    | Botsuana            | 69  | 23    | 60 | 16 | 21 | 23 | 56  | 62 | -6  | 27,7% |
| 10   | Lesoto              | 65  | 23    | 61 | 16 | 17 | 28 | 59  | 86 | -27 | 18,6% |
| 11   | Madagascar          | 50  | 12    | 36 | 14 | 8  | 14 | 39  | 38 | +1  | 37,5% |
| 12   | Mauricio            | 30  | 18    | 40 | 8  | 6  | 26 | 27  | 67 | -40 | 25,0% |
| 13   | Comoras             | 22  | 7     | 24 | 6  | 4  | 14 | 21  | 35 | -14 | 0,0%  |
| 14   | Senegal             | 13  | 2     | 9  | 3  | 4  | 2  | 13  | 12 | +1  | 61,1% |
| 15   | Tanzania            | 12  | 3     | 13 | 2  | 6  | 5  | 10  | 16 | -6  | 33,8% |
| 16   | Seychelles          | 10  | 14    | 37 | 1  | 7  | 29 | 23  | 82 | -59 | 23,8% |
| 17   | Kenia               | 10  | 2     | 6  | 3  | 1  | 2  | 9   | 6  | +3  | 50,0% |
| 18   | Rep. Dem. del Congo | 4   | 1     | 3  | 1  | 1  | 1  | 1   | 1  | 0   | 50,0% |
| 19   | Uganda              | 2   | 1     | 2  | 0  | 2  | 0  | 1   | 1  | 0   | 50,0% |
| 20   | Ghana               | 0   | 1     | 2  | 0  | 0  | 2  | 1   | 5  | -4  | 0,0%  |

## Desempeño
| Selección          | 1997 | 1998 | 1999 | 2000 | 2001 | 2002 | 2003 | 2004 | 2005 | 2006 | 2007 | 2008 | 2009 | 20102  | 2013 | 2015 | 2016 | 2017 | 2018 | 2019 | 2021 | 2022 | 2023 | 2024 | 2025 | Total |
| ------------------ | ---- | ---- | ---- | ---- | ---- | ---- | ---- | ---- | ---- | ---- | ---- | ---- | ---- | ------ | ---- | ---- | ---- | ---- | ---- | ---- | ---- | ---- | ---- | ---- | ---- | ----- |
| Angola             | –    | 3º   | 1º   | SF   | 1º   | QF   | 1R   | 1º   | SF   | 2º   | 1R   | ––4  | ––4  | x      | QF   | –    | GS   | GS   | GS   | ––1  | –    | GS   | GS   | 1º   | Q    | 18    |
| Botsuana           | 1R   | 1R   | 2R   | 1R   | 1R   | 1R   | QF   | QF   | 1R   | SF   | SF   | QF   | QF   | x      | GS   | 4º   | 2º   | QF   | QF   | 2º   | GS   | QF   | GS   | GS   | GS   | 24    |
| Comoras            | –    | –    | –    | –    | –    | –    | –    | –    | –    | –    | –    | GS   | GS   | x      | –    | –    | –    | –    | GS   | QF   | –    | GS   | GS   | 4º   | Q    | 8     |
| Suazilandia        | 1R   | 1R   | SF   | QF   | QF   | SF   | SF   | QF   | 1R   | 1R   | 1R   | GS   | GS   | x      | GS   | GS   | 3º   | QF   | QF   | GS   | 3º   | QF   | GS   | GS   | GS   | 24    |
| Lesoto             | 1R   | 1R   | QF   | 2º   | QF   | 1R   | 1R   | 1R   | 1R   | 1R   | 1R   | GS   | GS   | x      | 4º   | GS   | QF   | 4º   | 3º   | 4º   | GS   | GS   | 2º   | GS   | GS   | 24    |
| Madagascar         | –    | –    | –    | ––   | –    | QF   | QF   | 1R   | 1R   | 1R   | 1R   | 4º   | ––1  | x      | –    | 3º   | GS   | GS   | 4º   | –    | –    | QF   | –    | –    | Q    | 13    |
| Malaui             | 5º   | 1R   | 2R   | QF   | SF   | 2º   | 2º   | QF   | 1R   | 1R   | 1R   | GS   | QF   | x      | QF   | QF   | GS   | GS   | GS   | QF   | GS   | GS   | 4º   | ––1  | GS   | 23    |
| Mauricio           | –    | –    | –    | 1R   | QF   | 1R   | 1R   | QF   | 1R   | 1R   | 1R   | GS   | GS   | x      | GS   | GS   | GS   | GS   | GS   | GS   | –    | GS   | GS   | –    | GS   | 19    |
| Mozambique         | 3º   | 5º   | QF   | 1R   | 1R   | QF   | QF   | SF   | 1R   | 1R   | SF   | 2º   | 3º   | x      | QF   | 2º   | QF   | GS   | GS   | GS   | 4º   | 4º   | GS   | 3º   | GS   | 24    |
| Namibia            | 2º   | 4º   | 2º   | QF   | 1R   | 1R   | 1R   | 1R   | 1R   | 1R   | 1R   | QF   | QF   | x      | QF   | 1º   | QF   | QF   | QF   | GS   | GS   | 2º   | GS   | 2º   | GS   | 24    |
| Seychelles         | –    | –    | –    | ––   | –    | –    | –    | –    | 1R   | 1R   | 1R   | GS   | GS   | x      | GS   | GS   | GS   | GS   | GS   | GS   | –    | GS   | GS   | GS   | –    | 14    |
| Sudáfrica          | –    | 1R   | QF   | SF   | QF   | 1º   | QF   | 1R   | SF   | 1R   | 1º   | ––3  | ––3  | x      | 3º   | QF   | 1º   | QF   | QF   | QF   | 1º   | QF   | 3º   | GS   | Q    | 21    |
| Zambia             | 1º   | 1º   | SF   | QF   | SF   | SF   | SF   | 2º   | 2º   | 1º   | 2º   | 3º   | 2º   | x      | 1º   | QF   | QF   | 2º   | 2º   | 1º   | GS   | 1º   | 1º   | GS   | GS   | 24    |
| Zimbabue           | 1R   | 2º   | QF   | 1º   | 2º   | QF   | 1º   | SF   | 1º   | SF   | 1R   | QF   | 1º   | x      | 2º   | GS   | GS   | 1º   | 1º   | 3º   | GS   | –    | x    | GS   | GS   | 22    |
| Naciones invitadas |      |      |      |      |      |      |      |      |      |      |      |      |      |        |      |      |      |      |      |      |      |      |      |      |      |       |
| RD Congo*          | –    | –    | –    | –    | –    | –    | –    | –    | –    | –    | –    | –    | –    | –      | –    | –    | 4º   | –    | –    | –    | –    | –    | –    | –    | –    | 1     |
| Ghana*             | –    | –    | –    | –    | –    | –    | –    | –    | –    | –    | –    | –    | –    | –      | –    | QF   | –    | –    | –    | –    | –    | –    | –    | –    | –    | 1     |
| Kenia*             | –    | –    | –    | –    | –    | –    | –    | –    | –    | –    | –    | –    | –    | –      | GS   | –    | –    | –    | –    | –    | –    | –    | –    | GS   | –    | 2     |
| Senegal*           | –    | –    | –    | –    | –    | –    | –    | –    | –    | –    | –    | –    | –    | –      | –    | –    | –    | –    | –    | –    | 2º   | 3º   | –    | –    | –    | 2     |
| Tanzania*          | 4º   | –    | –    | –    | –    | –    | –    | –    | –    | –    | –    | –    | –    | –      | ––1  | GS   | –    | 3º   | –    | –    | –    | –    | –    | –    | GS   | 4     |
| Uganda*            | –    | –    | –    | –    | –    | –    | –    | –    | –    | –    | –    | –    | –    | –      | –    | –    | –    | –    | –    | QF   | –    | –    | –    | –    | –    | 1     |
| Total              | 9    | 10   | 10   | 11   | 11   | 12   | 12   | 12   | 13   | 13   | 13   | 14   | 13   | 0 (14) | 13   | 14   | 14   | 14   | 14   | 13   | 10   | 14   | 12   | 12   | 14   |       |

*RD Congo, Ghana, Kenia, Tanzania, Senegal y Uganda no son miembros de la COSAFA, pero han sido invitados a participar.

1 Se retiró del torneo.

2 Torneo no disputado.

3 Participó con la selección sub-23.

4 Participó con la selección sub-20.

### Simbología
| - 1º – Campeón - 2º – Subcampeón - 3º – 3º lugar - 4º – 4º lugar - 5º – 5º lugar - SF – Semifinales - QF – Cuartos de final | - GS – Fase de grupos - 1R – Primera ronda - 2R – Segunda ronda - – Sede - q – Clasificado - – – No participó - –– – Se retiró antes de la clasificación / Prohibición |